# Landéda
Landéda (bretonisch Landeda) ist eine französische Gemeinde im Nordwesten der Bretagne im Département Finistère mit 3695 Einwohnern (Stand 1. Januar 2022). Sie befindet sich fast unmittelbar an der Atlantikküste auf einer Halbinsel zwischen Aber Benoît und Aber Wrac’h.
Zur Gemeinde gehören auch die Insel Guennoc mit Megalithanlagen sowie der Hafen von Aber Wrac’h, welcher an einem Meeresarm mit eindrucksvollem Tidenhub liegt.

## Geografie
Landéda liegt 22 Kilometer nördlich von Brest und etwa 500 Kilometer westlich von Paris. Die nächstgelegenen Gemeinden sind Saint-Pabu im Westen, Plouguerneau im Nordosten und Lannilis im Südosten.
|  |  |

## Verkehr
Bei Brest gibt es die nächsten Abfahrten an den Schnellstraßen E 50 Richtung Rennes und E 60 Richtung Nantes.
Der Bahnhof von Brest ist Endpunkt von Regionalzügen und des TGV Atlantique von Paris. Von 1898 bis 1940 gab es eine Schmalspurbahn, die in Plabennec von der Strecke Brest – Saint-Pol-de-Léon abzweigte, und die über Lannilis bis Landéda und weiter bis zum Hafen von Aber Wrac’h führte. Bereits 1931 wurde die Ersetzung durch Autobusverkehr beschlossen.
18 Kilometer südöstlich der Gemeinde bei Brest befindet sich der Regionalflughafen Aéroport de Brest Bretagne.

## Bevölkerungsentwicklung
| Jahr                       | 1962 | 1968 | 1975 | 1982 | 1990 | 1999 | 2006 | 2017 |
| Einwohner                  | 2231 | 2136 | 2134 | 2281 | 2666 | 2949 | 3519 | 3578 |
| Quellen: Cassini und INSEE |      |      |      |      |      |      |      |      |

## Sehenswürdigkeiten
Siehe: Liste der Monuments historiques in Landéda